# Gyógyító fürdő
A gyógyító fürdő kifejezés alatt a gyógyhatású ülőfürdőt, kádfürdőt értjük. Az ilyen fürdőket a nagyobb vagy kívánt hatásfok elérése érdekében ásványi anyagok, mint fürdősók, gyógyszerek és nem utolsósorban gyógynövények vagy ezek kivonatának (tinktúra), keverékének (mixtúra) hozzáadásával egészítik ki.

## A gyógyhatású ülőfürdő
Ülőfürdőt lehetőleg az ilyen célra készített ülőkádban, de minden esetben a beteg kényelmét, izmainak ellazítását lehetővé tevő kádban végezzük. A beteg felsőtestét minden esetben takarjuk be.
Az ülőfürdő háromféle lehet:
- Hideg:

A hideg ülőfürdő csökkenti a has és medence szerveinek gyulladását, serkenti a bélműködést, hőmérséklete 20-25 °C, teljes időtartama 1-2 perc.
- Közömbös vagy meleg:

A közömbös vagy meleg ülőfürdő csökkenti a fájdalmat, elősegíti az izzadmányok felszívódását. Hőmérséklete 36-38 °C, teljes időtartama 20 perc.
- Forró:

A forró ülőfürdő csökkenti az izomzat, a belek izomzatának görcseit. Hőmérséklete akár 42 °C is lehet, teljes időtartama 5-10 perc.
Az ülőfürdőt követően nem kell megtörülközni, nedvesen fürdőköpenybe burkoljuk és az ágyban egy órán át pihentetjük, gőzöljük a beteget.